# Dendrophryniscus oreites
Dendrophryniscus oreites é uma espécie de anfíbio da família Bufonidae. Endêmica do Brasil, pode ser encontrada no Parque Nacional de Serra das Lontras, município de Arataca, no estado da Bahia.